# Kirishima (Vulkan)
Kirishima (japanisch 霧島山, -yama) ist eine Gruppe von mehr als 20 Vulkanen in den Präfekturen Kagoshima und Miyazaki auf Kyūshū in Japan. Den höchsten Gipfel weist dabei der 1700 Meter hohe Karakuni-dake auf.
Die Kirishima-Berge sind neben der Insel Yaku Teil des Kirishima-Kinkōwan-Nationalparks.

## Geologie
Die Gruppe besteht aus diversen Schichtvulkanen, pyroklastischen Kegeln, Maaren und darunterliegenden Schildvulkanen.
Das Grundgebirge der Gruppe sind die paläogene Shimanto-Supergruppe und die pleistozänen Kakutō-Vulkanfelsen. Als Kirishima-Vulkane gelten dabei alle Vulkane, die jünger sind als das 280.000±130.000 bis 310.000±120.000 Jahre alte Kakutō-Ignimbrit (加久藤火砕流, Kakutō kasairyū). Zu den ältesten Vulkanen gehören:
- Eboshi-dake (烏帽子岳; 987,9 m, 31° 53′ N, 130° 51′ O)
- Kurino-dake (栗野岳; 1094,2 m, 31° 58′ N, 130° 47′ O)
- Yunotani-dake (湯之谷岳)
- Shishiko-dake (獅子戸岳; 1429 m,  31° 55′ N, 130° 53′ O)
- Shiratori-yama (白鳥山; 1363,1 m, 31° 57′ N, 130° 50′ O)
- Yadake (矢岳; 1131,6 m, 31° 55′ N, 130° 55′ O)
- Ebino-dake (蝦野岳)
- Ryūō-dake (龍王岳; 1175 m)
- Futagoishi (二子石; 1321 m, 31° 53′ N, 130° 56′ O)
- Ōnami-ike (大浪池; Kratersee: 1241 bzw. Kraterrand: 1.411,4 m, 31° 55′ 20″ N, 130° 50′ 58″ O)
- Hinamori-dake (夷守岳; 1344,1 m, 31° 57′ N, 130° 55′ O)
- Ōhata-yama (大幡山; 1352,5 m, 31° 56′ N, 130° 54′ O)

Darauf folgt als nächste Schicht das 22.000 Jahre alte Ito-Ignimbrit (入戸火砕流, Ito kasairyū) und als Vulkane:
- das Maar (Rokkannon-)miike ((六観音)御池; 1198 m, 31° 57′ 24″ N, 130° 50′ 50″ O)
- Maruoka-yama (丸岡山)
- Iimori-yama (飯盛山; 846,3 m, 31° 59′ N, 130° 48′ O)
- Byakushi-ike (白紫池; 31° 57′ 18″ N, 130° 50′ 25″ O)
- Koshiki-dake (甑岳; 1301,4 m, 31° 58′ N, 130° 52′ O)
- Karakuni-dake (韓国岳; 1700,1 m, 31° 56′ N, 130° 52′ O)
- Shinmoe-dake (新燃岳; 1420,8 m, 31° 55′ N, 130° 53′ O)
- Naka-dake (中岳; 1332,4 m, 31° 54′ N, 130° 53′ O)
- Biwa-ike (琵琶池; 1344 m, 31° 55′ 58″ N, 130° 52′ 26″ O)
- das Maar Ōhata-ike (大幡池; 1234 m, 31° 55′ 53″ N, 130° 54′ 7″ O)
- der alte (Takachiho)

Die jüngsten Vulkane und Maare nach der 6300 Jahre alten Akahoya-Ascheschicht (アカホヤ火山灰, Akahoya kazanbai) sind:
- Takachiho-no-mine (高千穂峰; 1573,4 m, 31° 53′ N, 130° 55′ O)
- das Maar Miike (御池; 305 m, 31° 53′ 3″ N, 130° 58′ 13″ O)
- Fudō-ike (不動池; 1228 m, 31° 56′ 59″ N, 130° 51′ 1″ O)
- (Ōhata-yama)
- Koike (小池; 390 m, 31° 52′ 43″ N, 130° 57′ 26″ O),
- Ohachi (御鉢; 1408 m, 31° 53′ N, 130° 55′ O)
- als jüngster der Iō-yama (硫黄山; 1317 m, 31° 57′ N, 130° 51′ O)

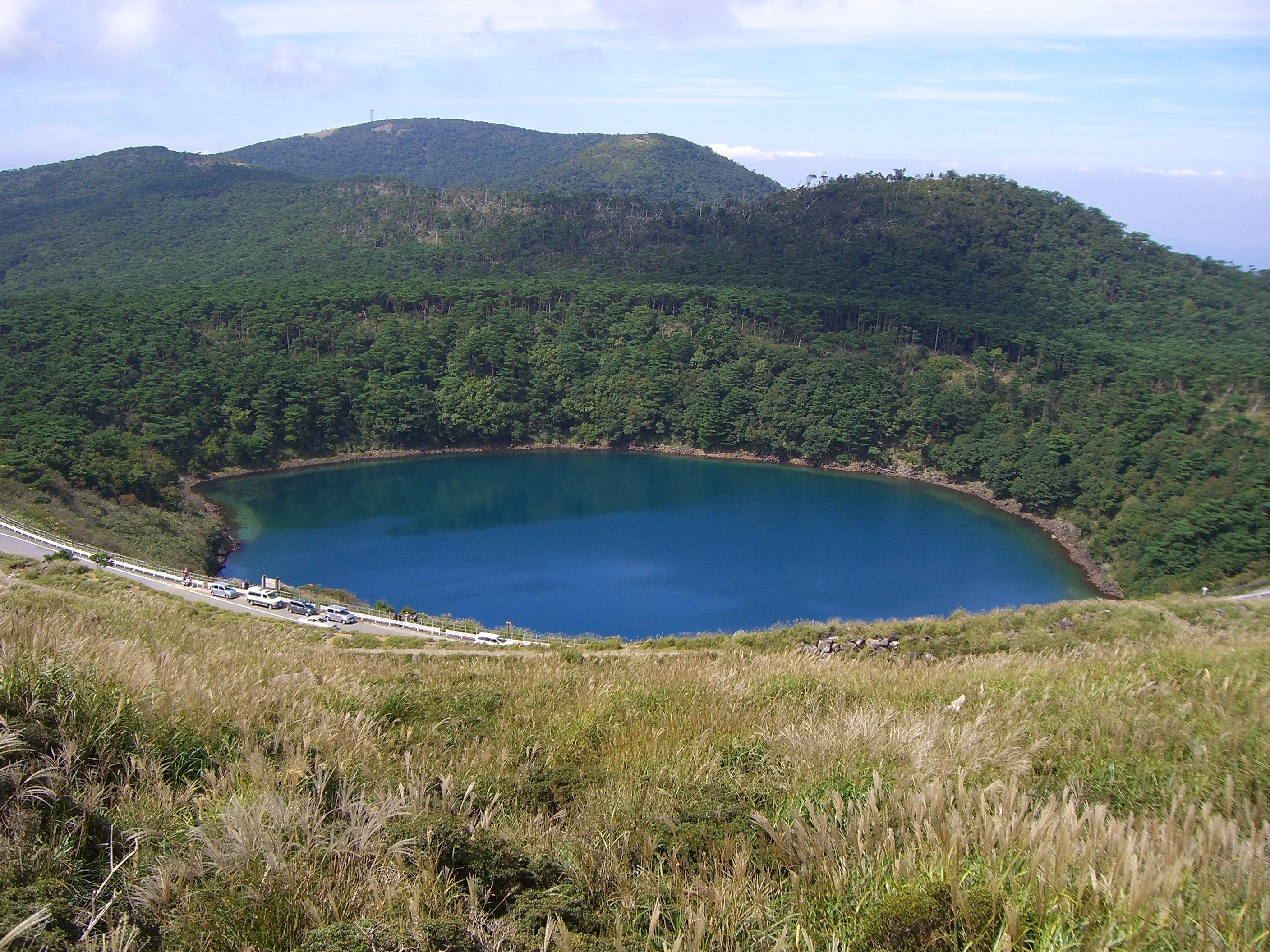
Fudō-ike
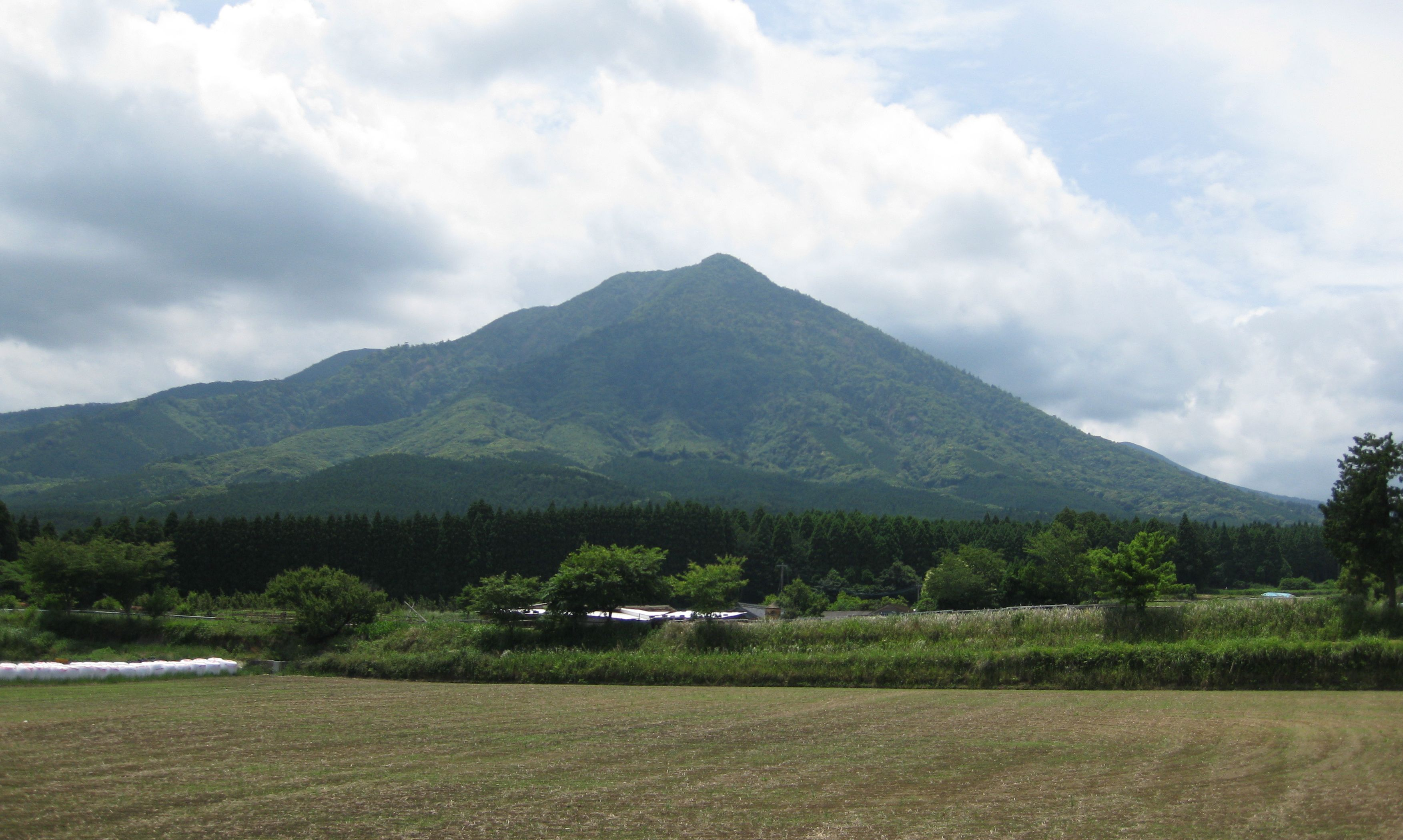
Hinamori-dake
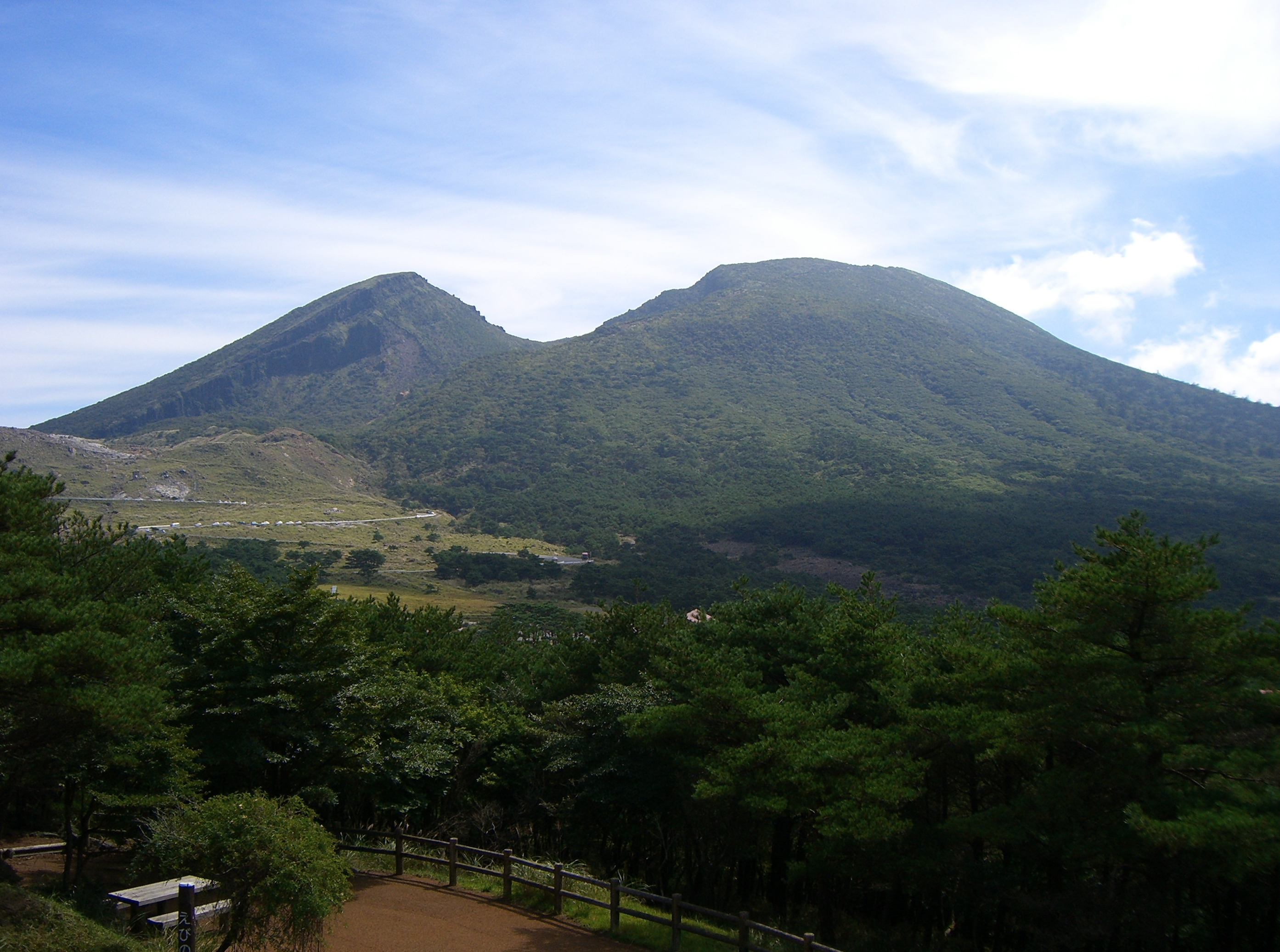
Karakuni-dake
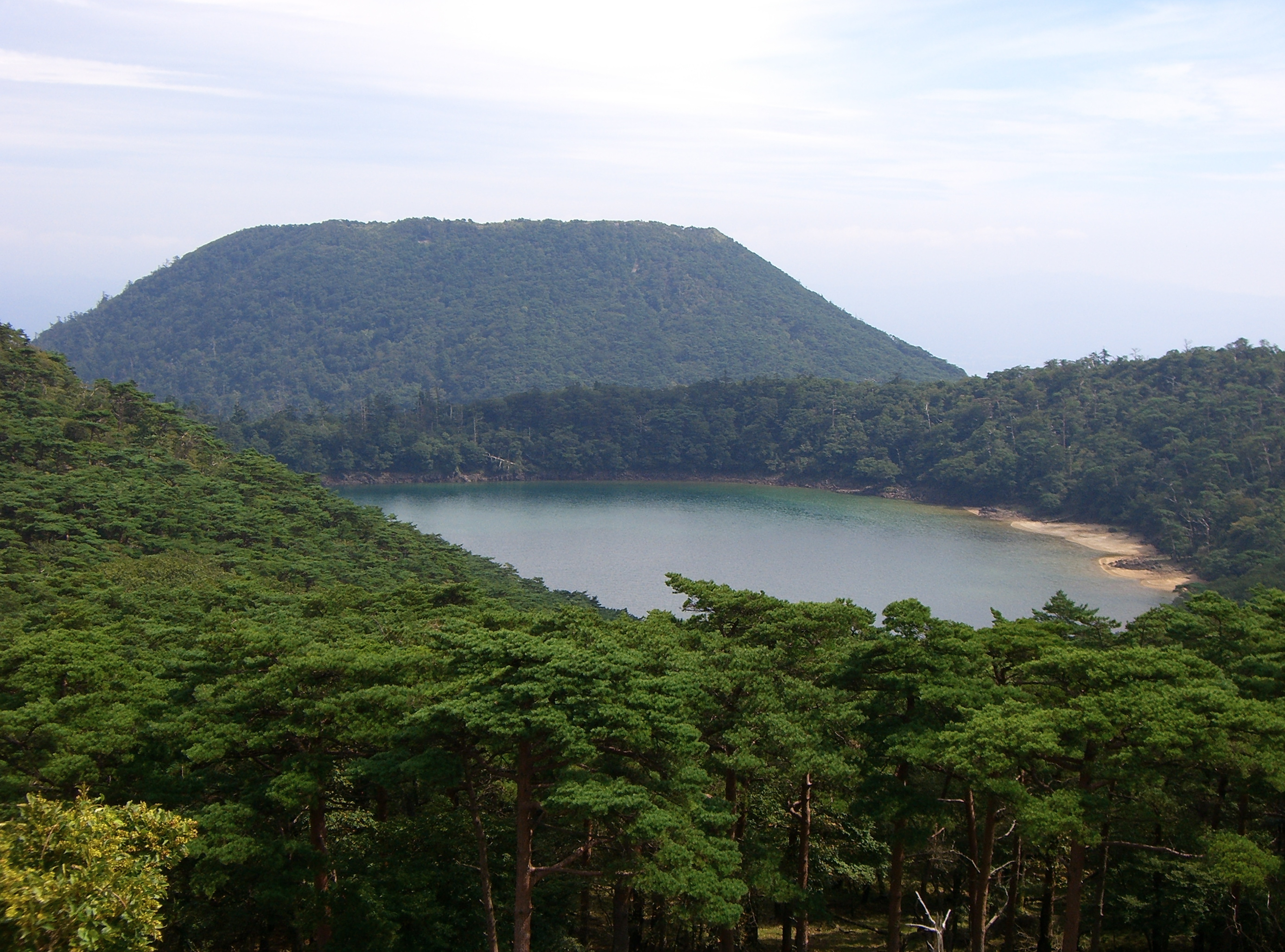
Koshiki-dake (hinten) und Rokkannon-miike (vorne)
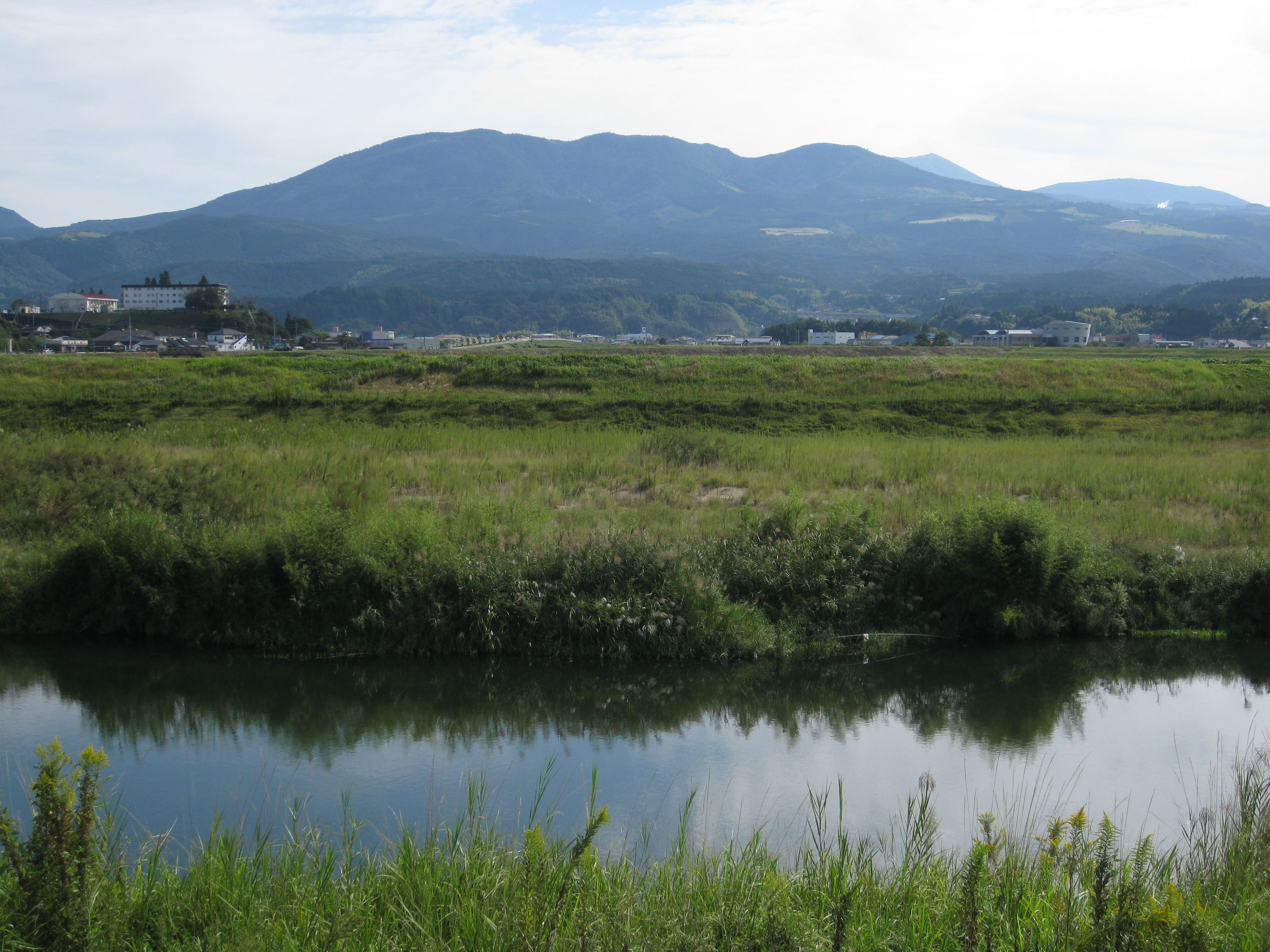
Kurino-dake (hinten) und Sendai-Fluss (vorne)
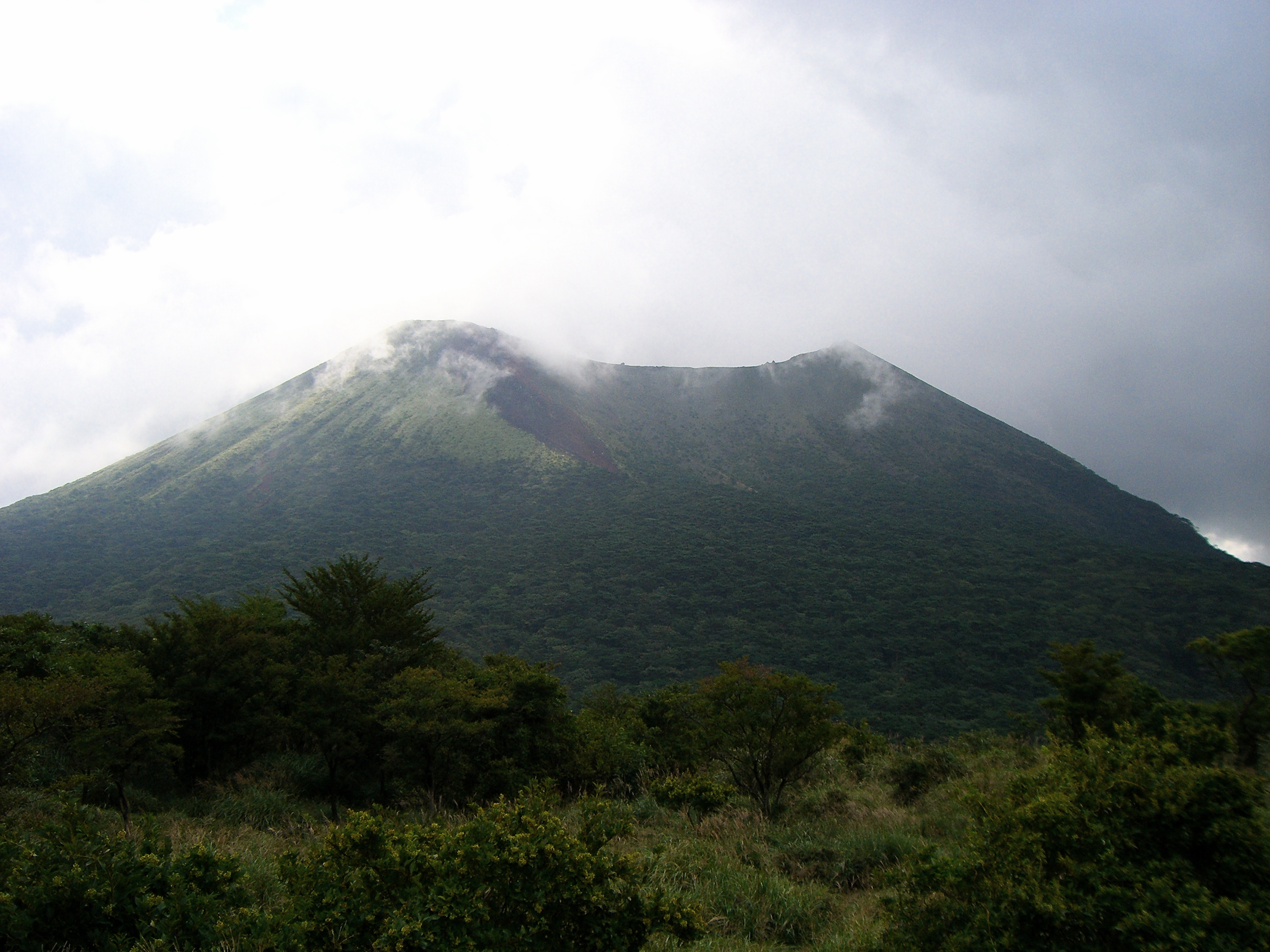
Ohachi
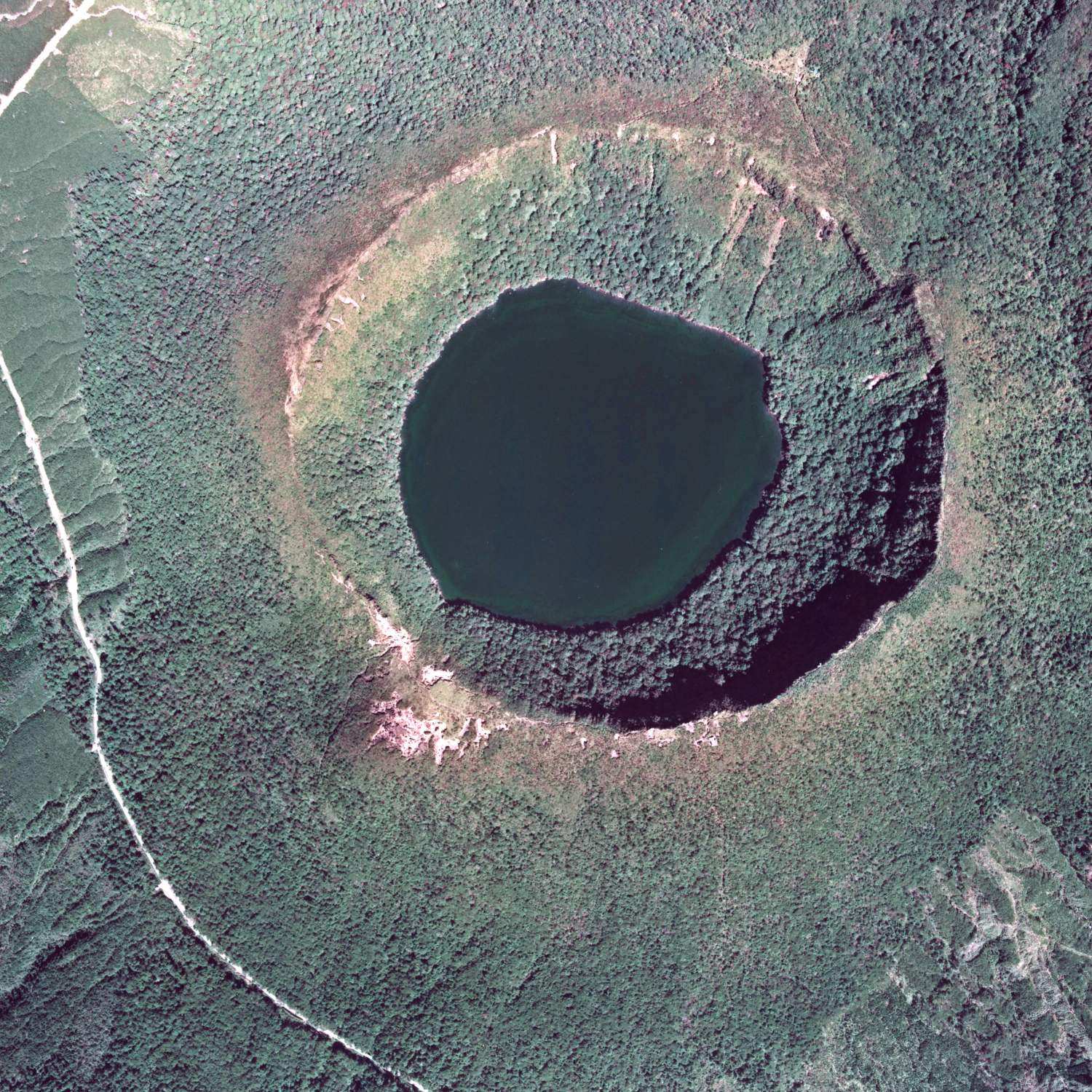
Ōnami-ike
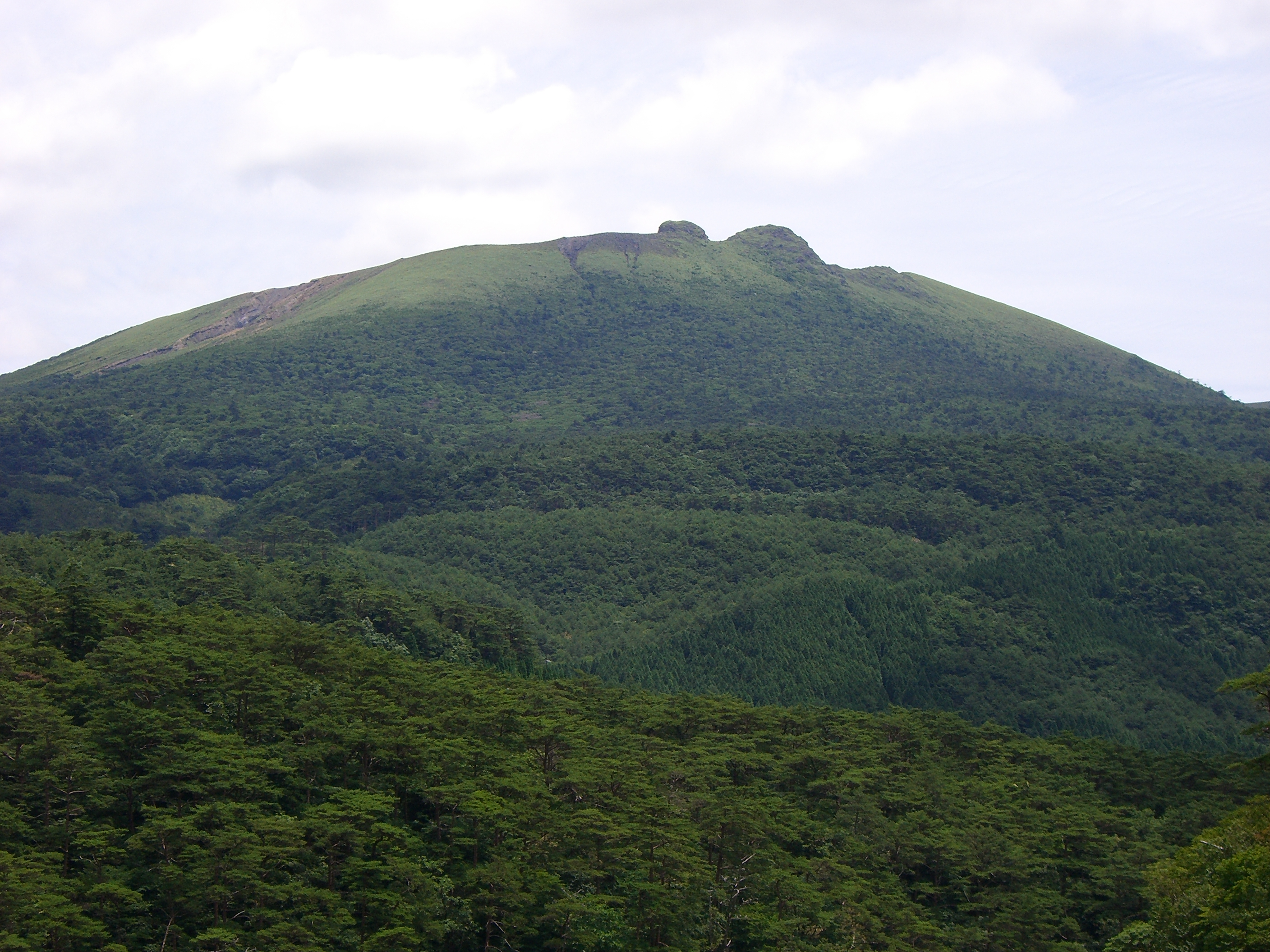
Shinmoe-dake, Juli 2008
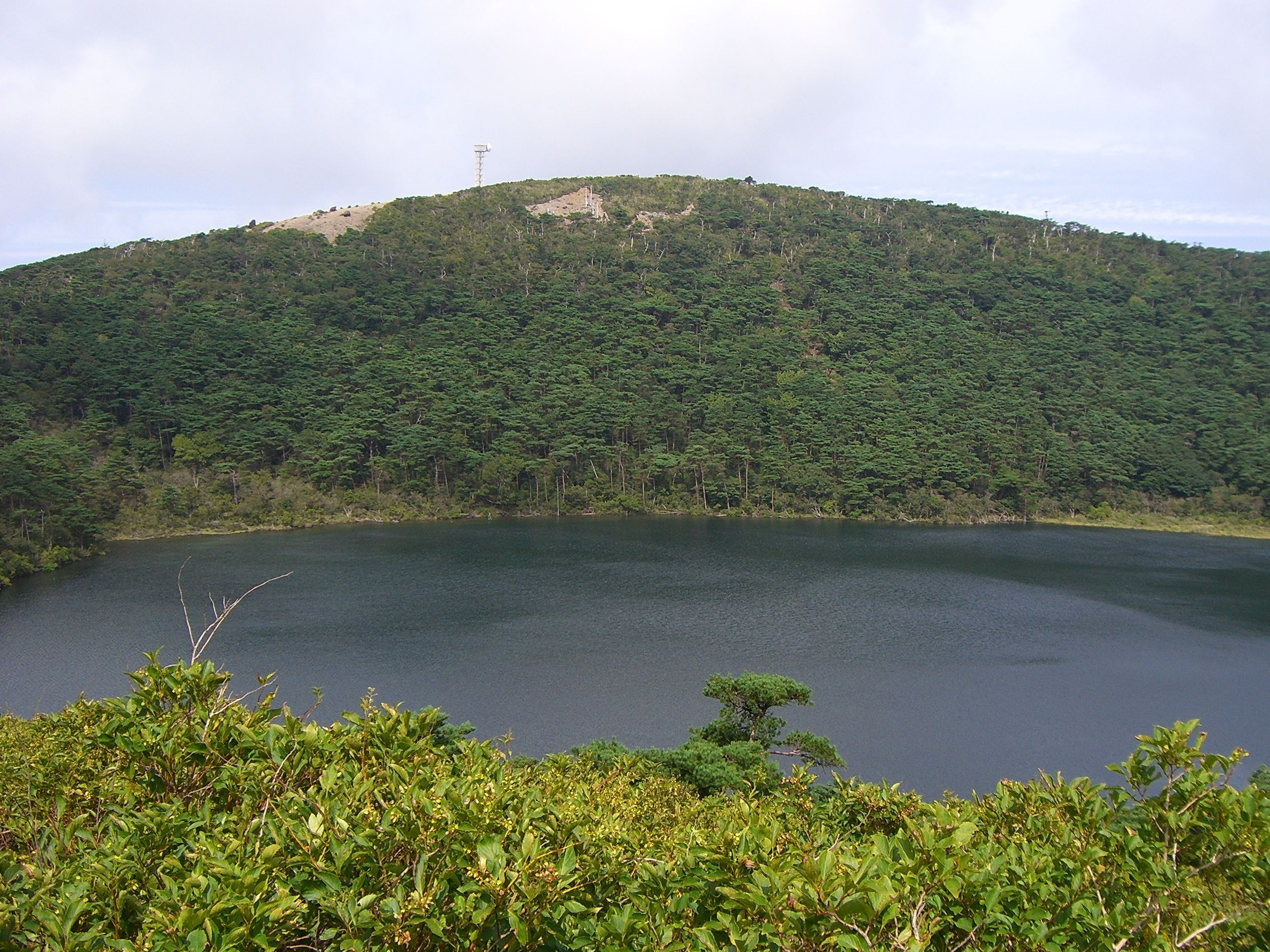
Shiratori-yama (hinten) und Byakushi-ike (vorne)
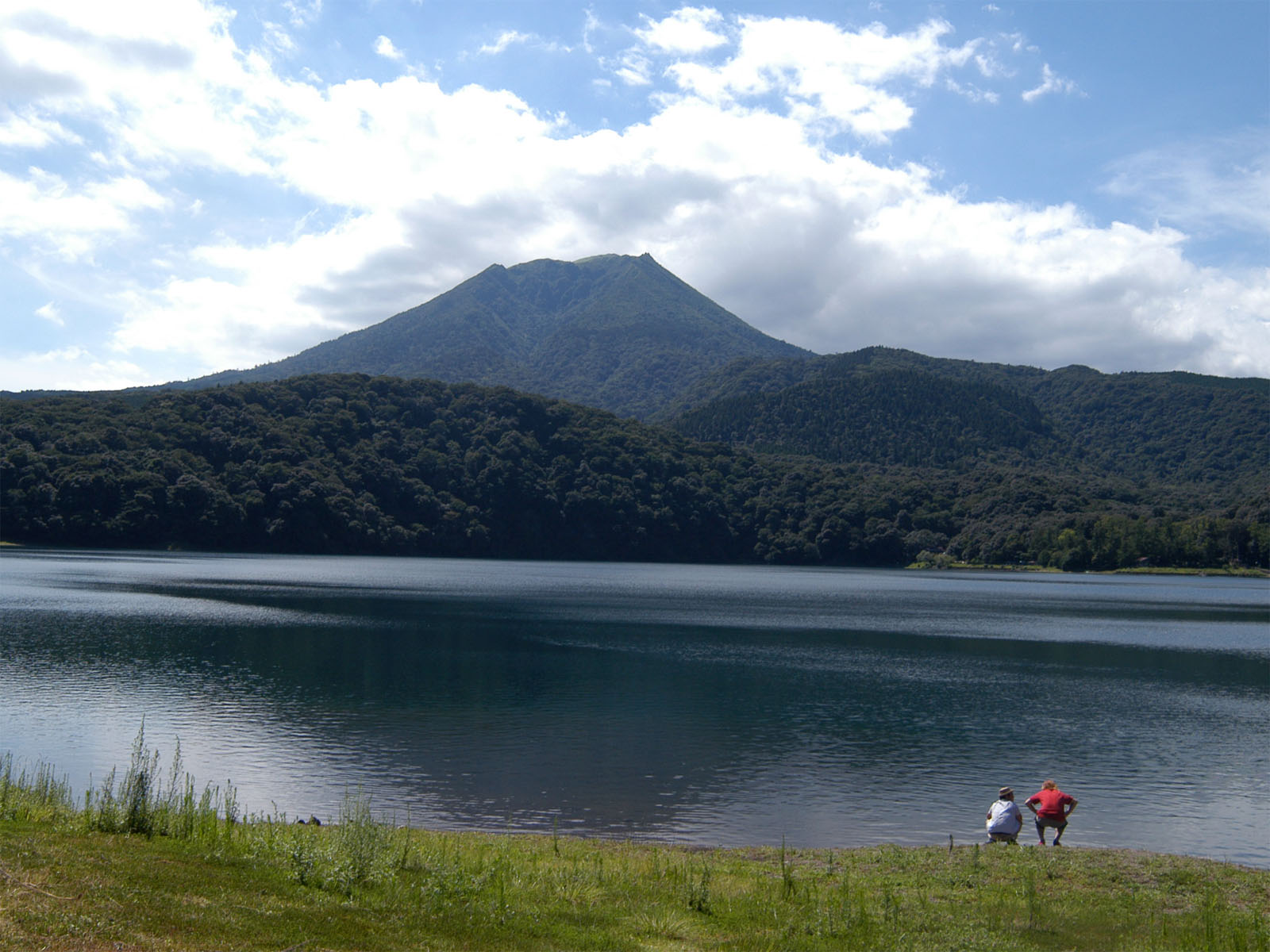
Takachiho-no-mine (hinten) und Miike (vorne)

## Vulkanismus
Seit dem Jahr 742 sind mehr als 50 Ausbrüche verzeichnet worden.
Die aktivsten Vulkane dabei sind der
- Ohachi mit Ausbrüchen 788 (mit Lavaflüssen, pyroklastischen Strömen und pyroklastischen Fallablagerungen), 1235, 1566, 1706, 1895 (mit Schlacke und pyroklastischen Fallablagerungen), 1896 (ein Toter), 1900 (zwei Tote) und 1923 (ein Toter) sowie der
- Shinmoe-dake mit Ausbrüchen 1637, 1716 bis 1717 (mit pyroklastischen Strömen, Schlammfluten und pyroklastischen Fallablagerungen bei den 60 Menschen umkamen), 1771 bis 1772 (mit Schlacke, Ascheregen, pyroklastischen Strömen und Schlammfluten), 1959 (phreatische Explosion), 1991, 2008 und 2011.[3][4][5]